# 澳門巴士55路線
澳門巴士55路線是由澳巴經營，往返蝴蝶谷大馬路和司打口的巴士路線。

## 簡介及歷史
- 2014年12月6日，本線開設，由新時代營運，服務時間為06:00-22:00，班距10-15分鐘。[1]

- 2015年3月7日，新增停靠「石排灣／居雅大廈」站。[2]

- 2015年7月24日，調整服務時間為06:00-00:00，班距10-15分鐘。[3]

- 2016年4月23日，取消停靠“媽閣廟前地”、“河邊新街／媽閣”站，改停靠「河邊新街／貨倉巷」站。[4]

- 2016年4月30日起，取消停靠「澳大河隧／西堤馬路」、「澳大河隧／高爾夫俱樂部」站，改停靠「重型車輛駕考中心」、「和諧圓形地」站。[5]

- 2016年8月20日，總站遷至「蝴蝶谷大馬路總站」，取消停靠「樂居大馬路／居雅大廈」站，新增停靠「和諧廣場／樂群樓」、「和諧廣場／業興大廈」站。[6]

- 2016年12月10日：調整服務時間為06:00-00:00，星期一至六06:00-10:00、16:00-20:00之班距為10-12分鐘，10:00-16:00、20:00-00:00之班距為15-18分鐘，星期日及公眾假期之班距為15-20分鐘。[7]

- 2017年6月19日，新增停靠“石排灣馬路”、“路環小型賽車場”站。[8]

- 2018年8月1日，本線改由澳巴經營。

- 2019年2月4日，新增「東亞運馬路／羅斯福」站。

- 2020年1月29日起，配合新型冠狀病毒防控工作，於蓮花海濱大馬路近澳大河隧增設「澳大河隧／高爾夫俱樂部」和「澳大河隧／西堤馬路」臨時站。[9]

- 2020年8月18日，上述臨時站調整為永久站點。[10]

- 2021年1月1日起，為配合新巴士合同，目的地資訊由「媽閣」改為「司打口」。

- 2022年5月28日起，新增停靠「媽閣總站」、「河邊新街／李道巷」站。[11]

- 2022年7月11日至17日，因實施「全澳相對靜止管理」措施，本線暫停營運。[12]

- 2022年7月18日至22日，因宣佈延長“相對靜止管理”措施，維持上述措施。[13]

- 2022年7月23日起，因“相對靜止管理”結束，本線恢復營運。[14]

- 2022年12月3日起，「媽閣總站」更名為「西灣湖景大馬路／媽閣碼頭」站。[15]

- 2023年12月2日起，新增停靠「西灣湖景大馬路／媽閣交通樞紐」站。[16]

## 使用車輛

### 新時代時期
2015年2月前：
- 宇通ZK6118HGE（歐四款式）

2015年2月後：
- 宇通ZK6118HGE（歐三款式）

2016年11月14日-2017年2月12日：
- 宇通ZK6115HG1

2017年2月13日起：

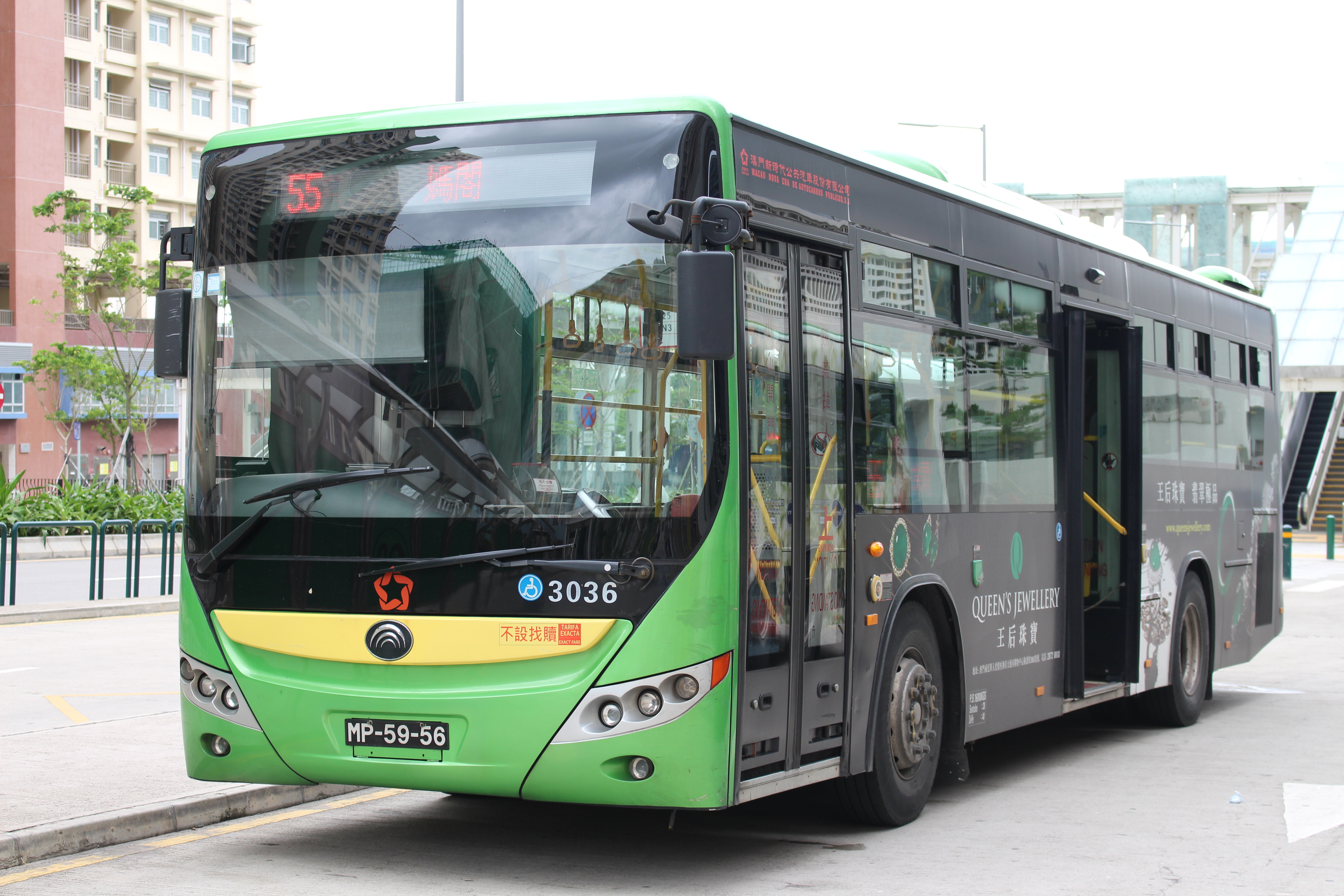
宇通ZK6118HGE
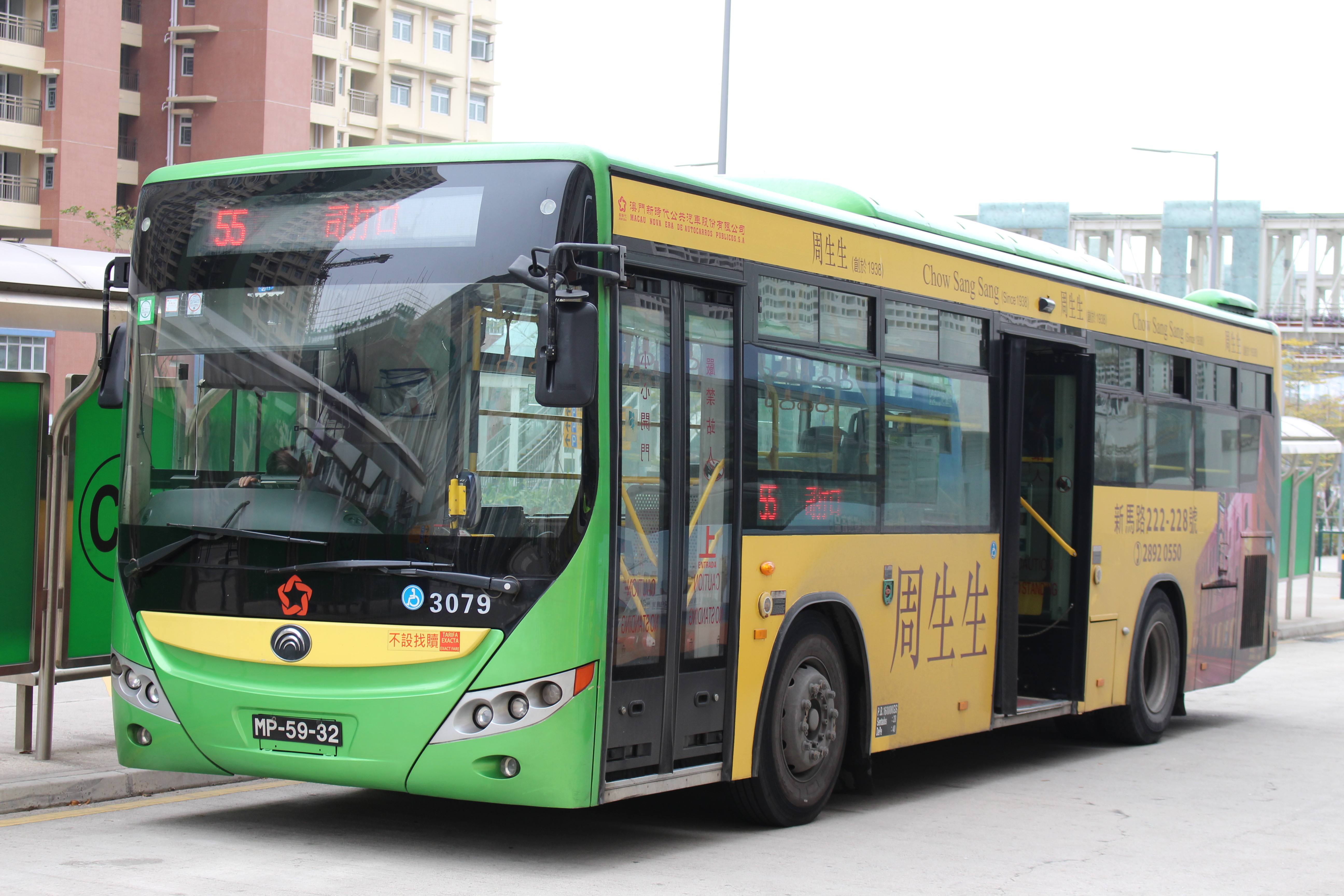
宇通ZK6118HGE
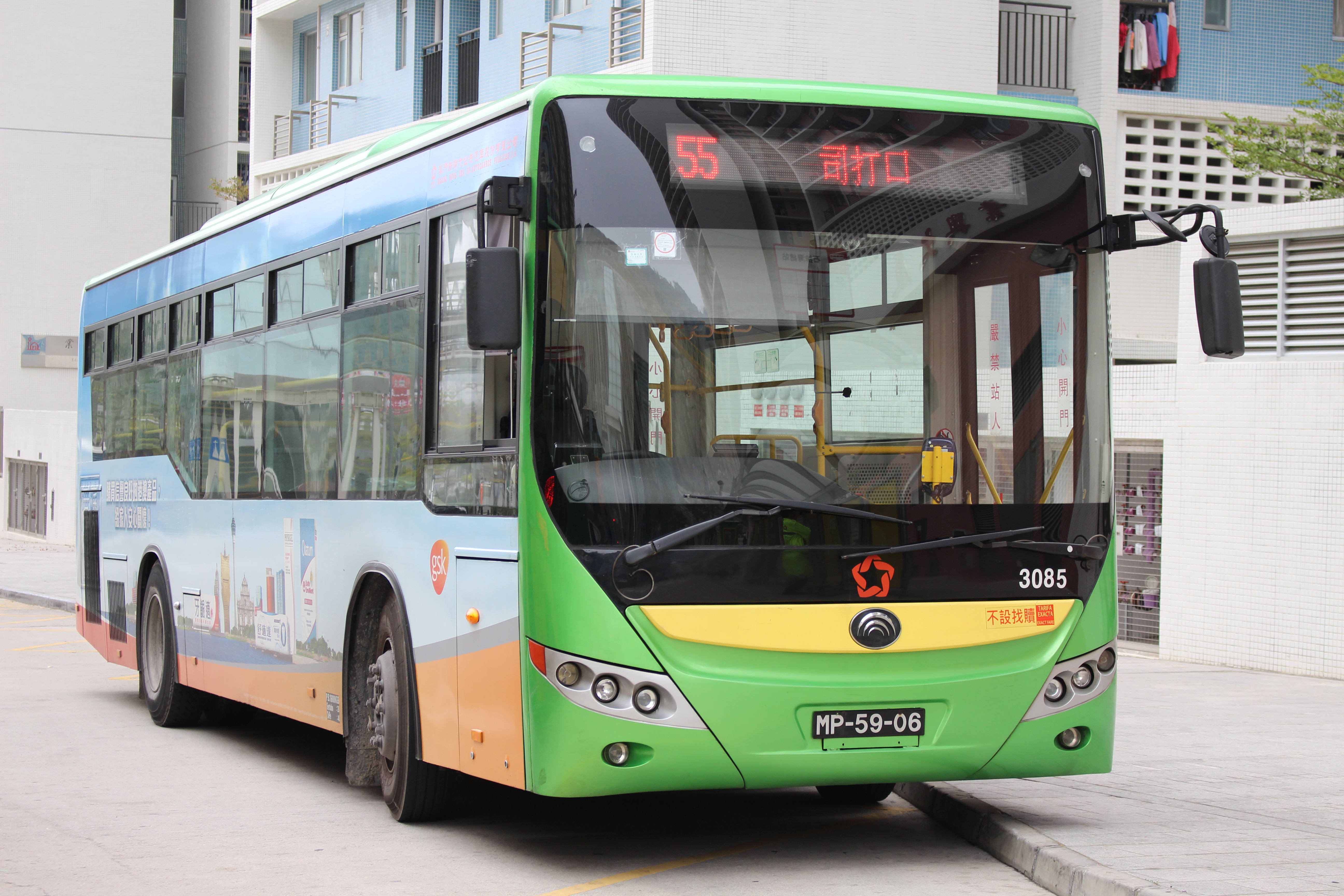
宇通ZK6118HGE
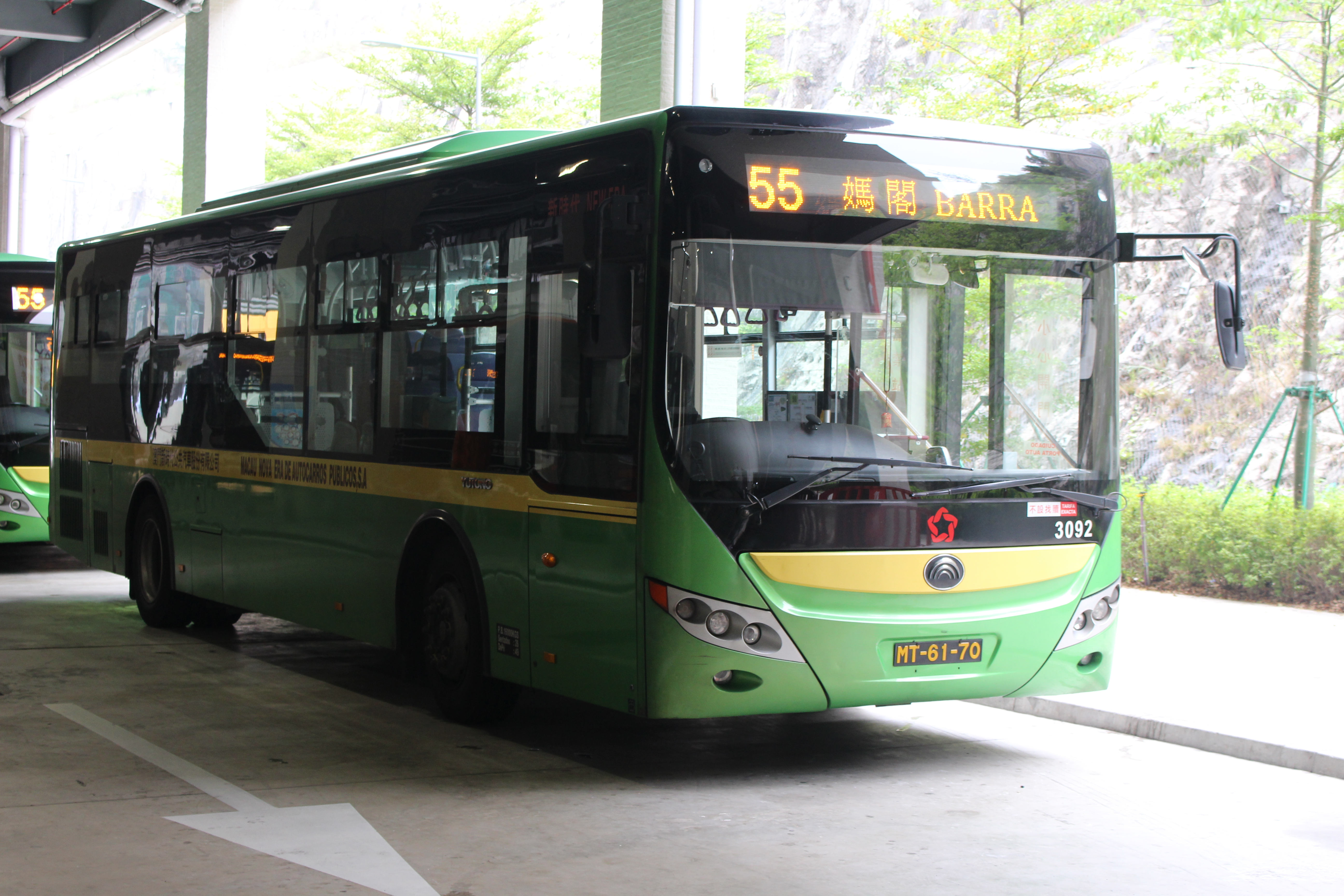
宇通ZK6118HGE
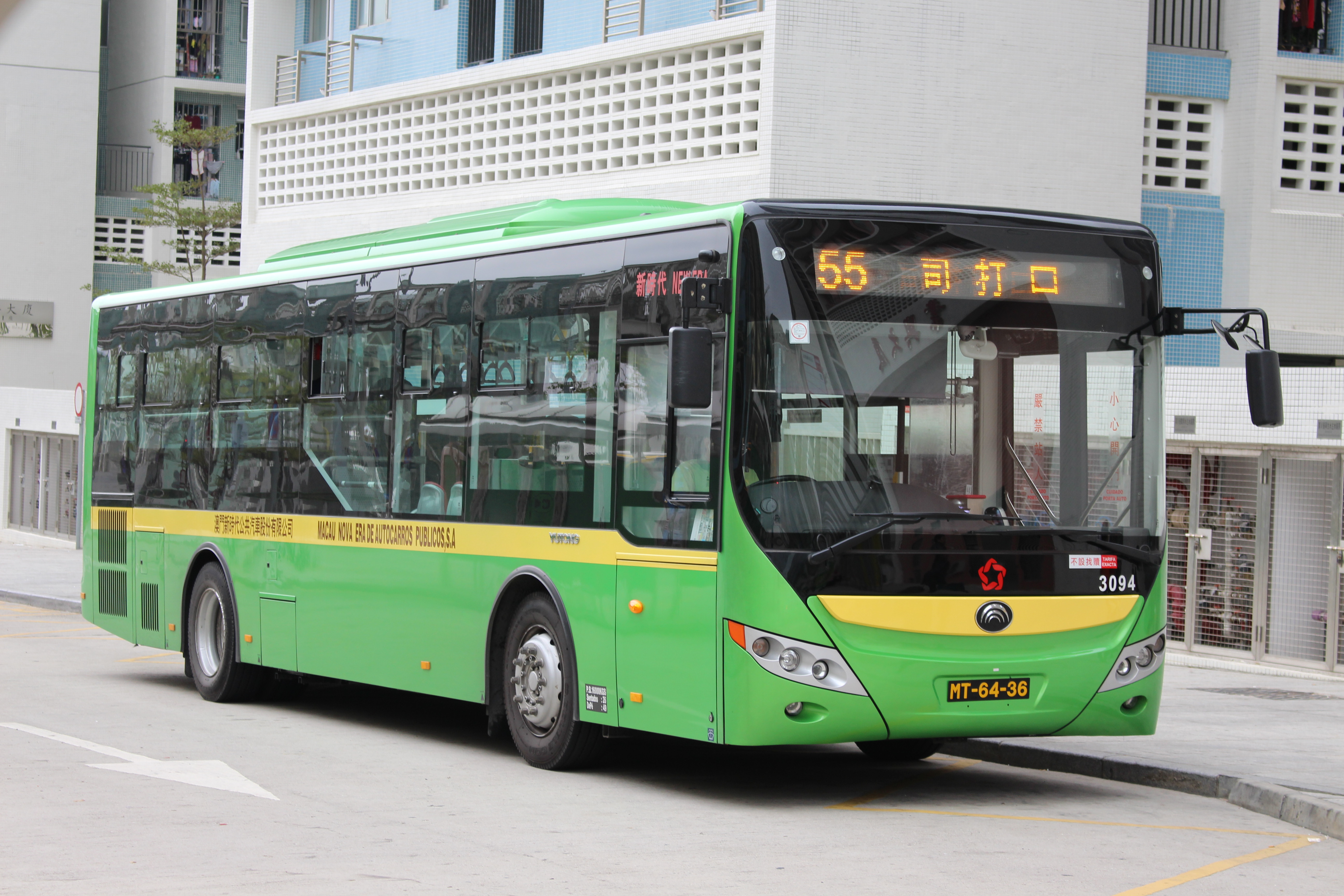
宇通ZK6118HGE
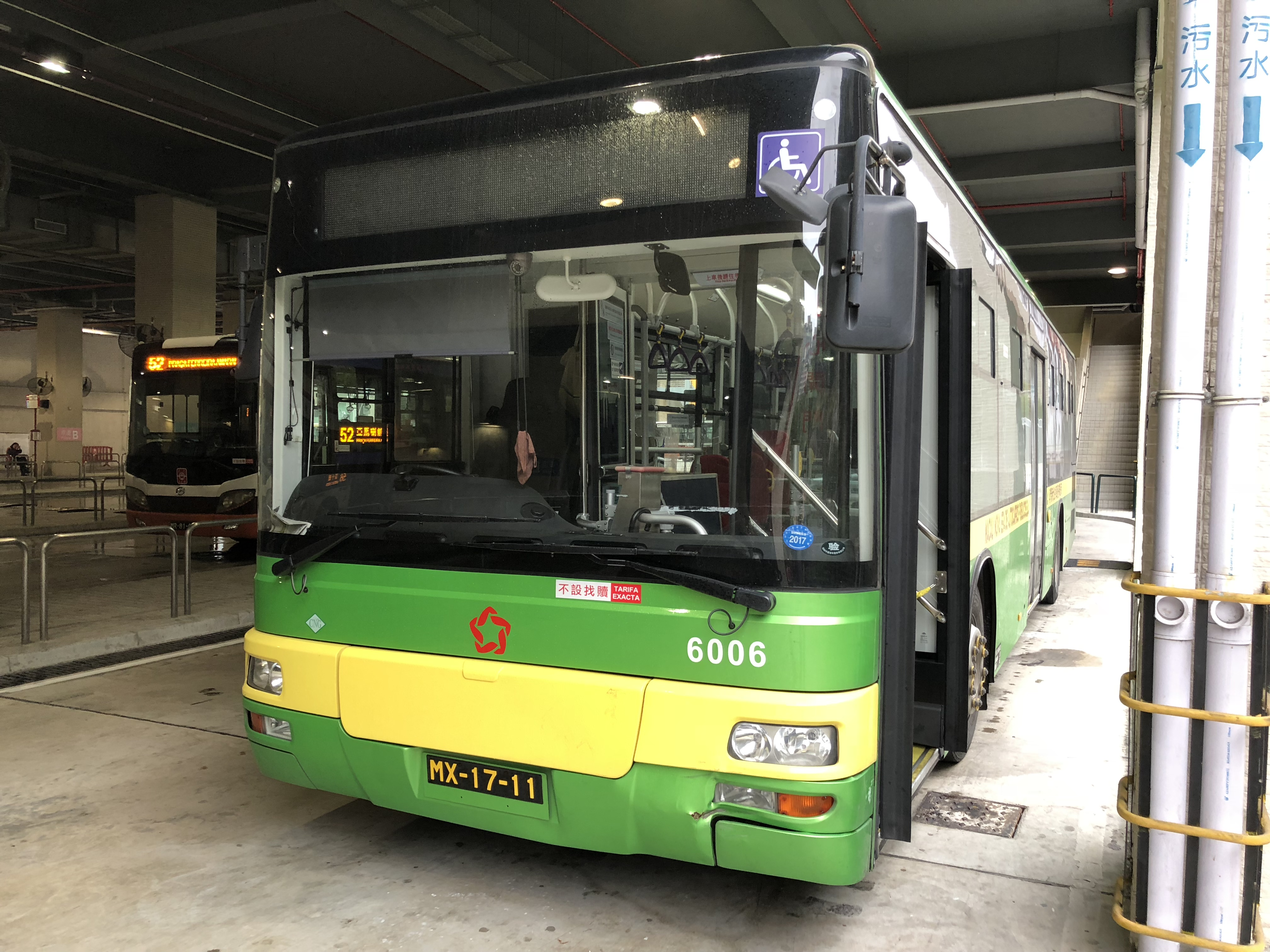
宇通ZK6125HNG

2017年9月18日起：
- 宇通ZK6125HNG

### 澳巴時期
2022年7月4日前：

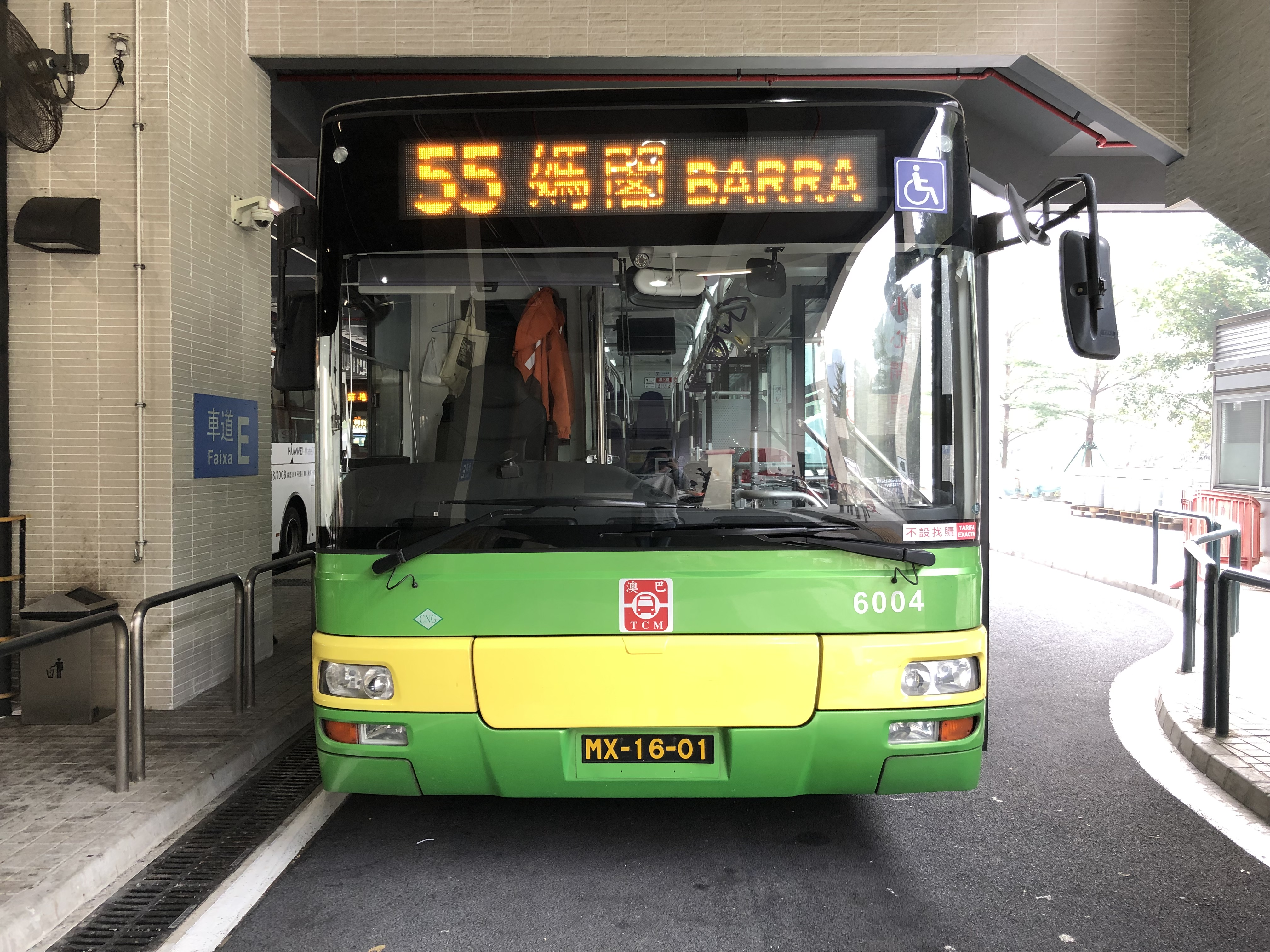
宇通ZK6125HNG
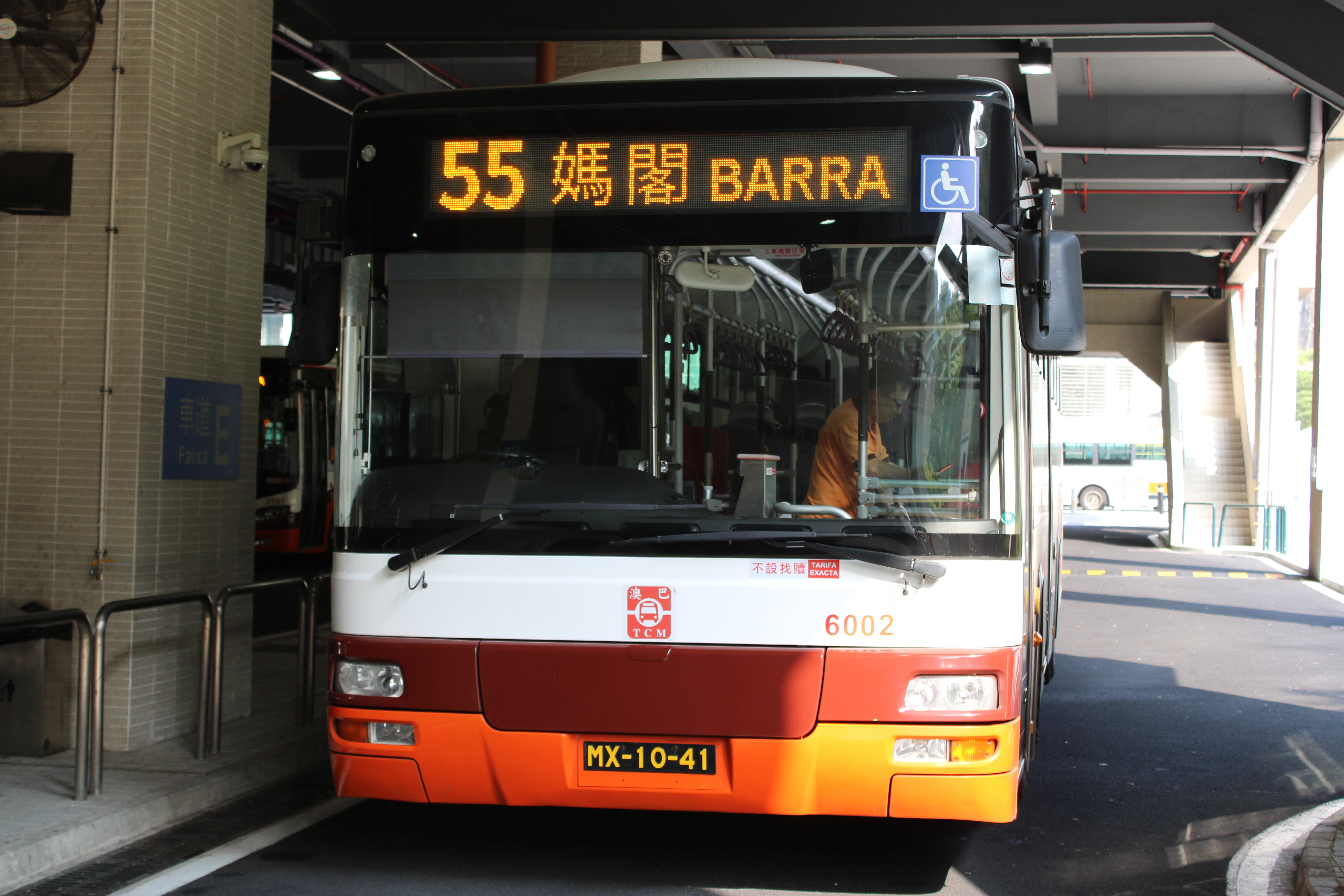
宇通ZK6125HNG
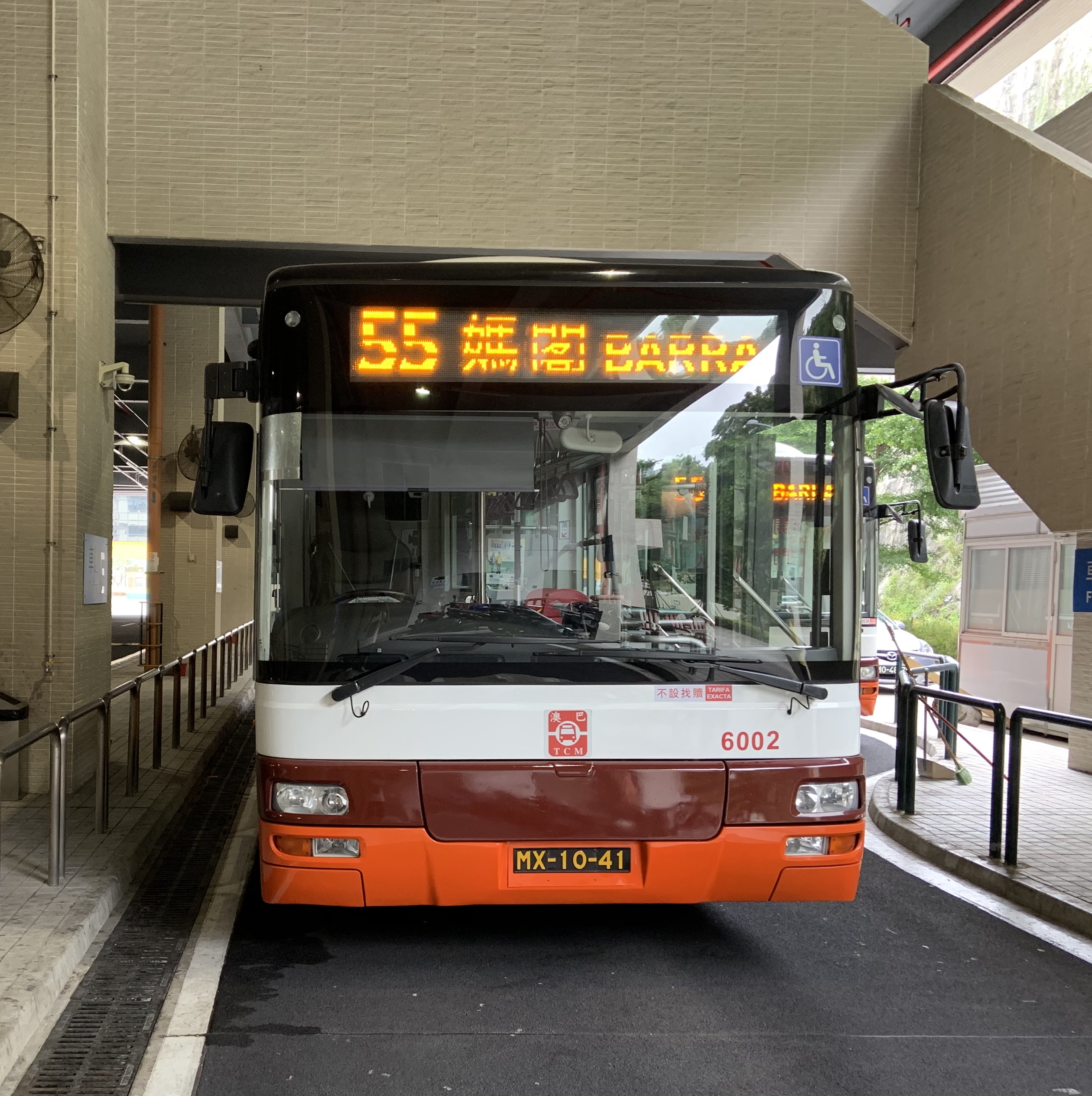
宇通ZK6125HNG
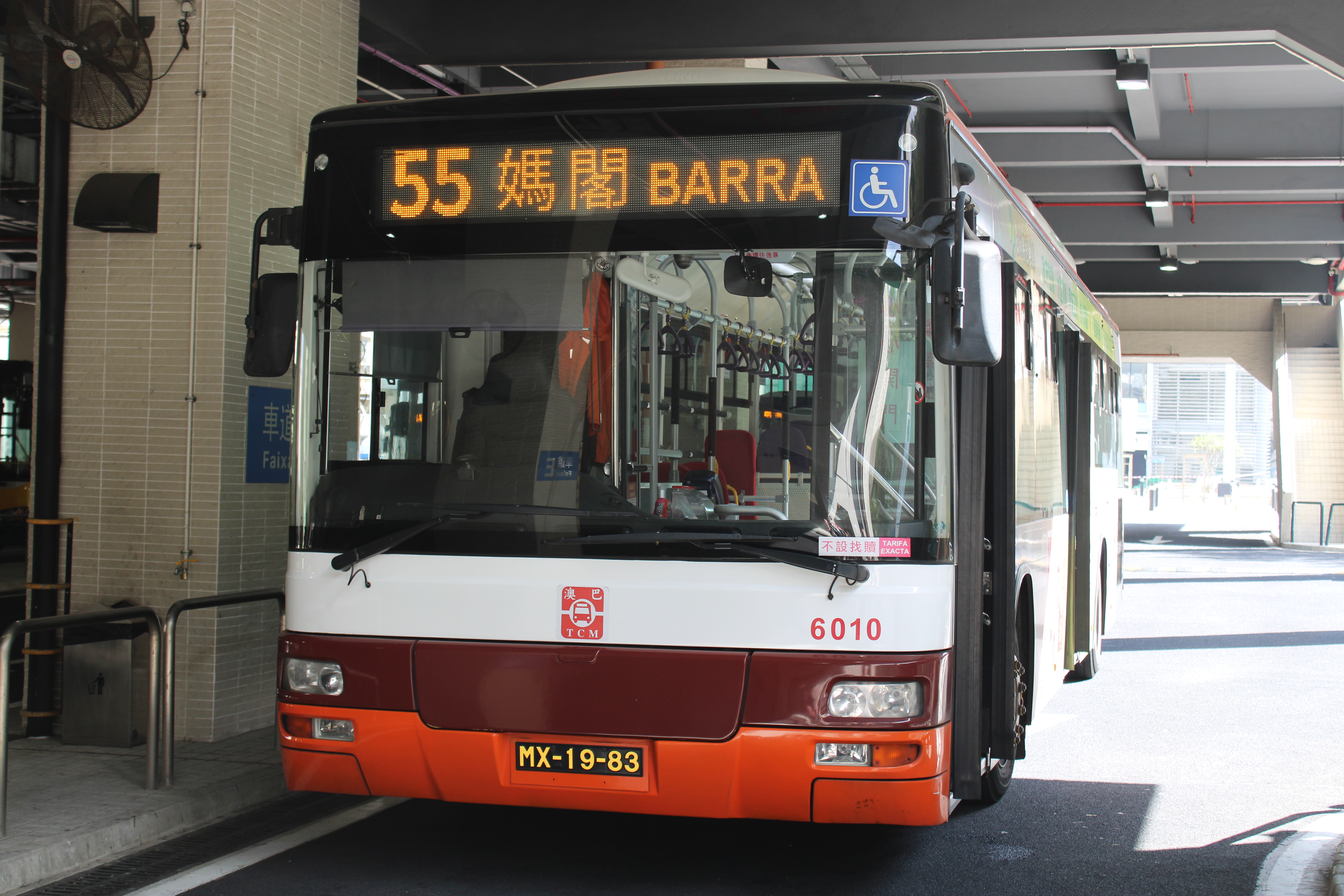
宇通ZK6125HNG
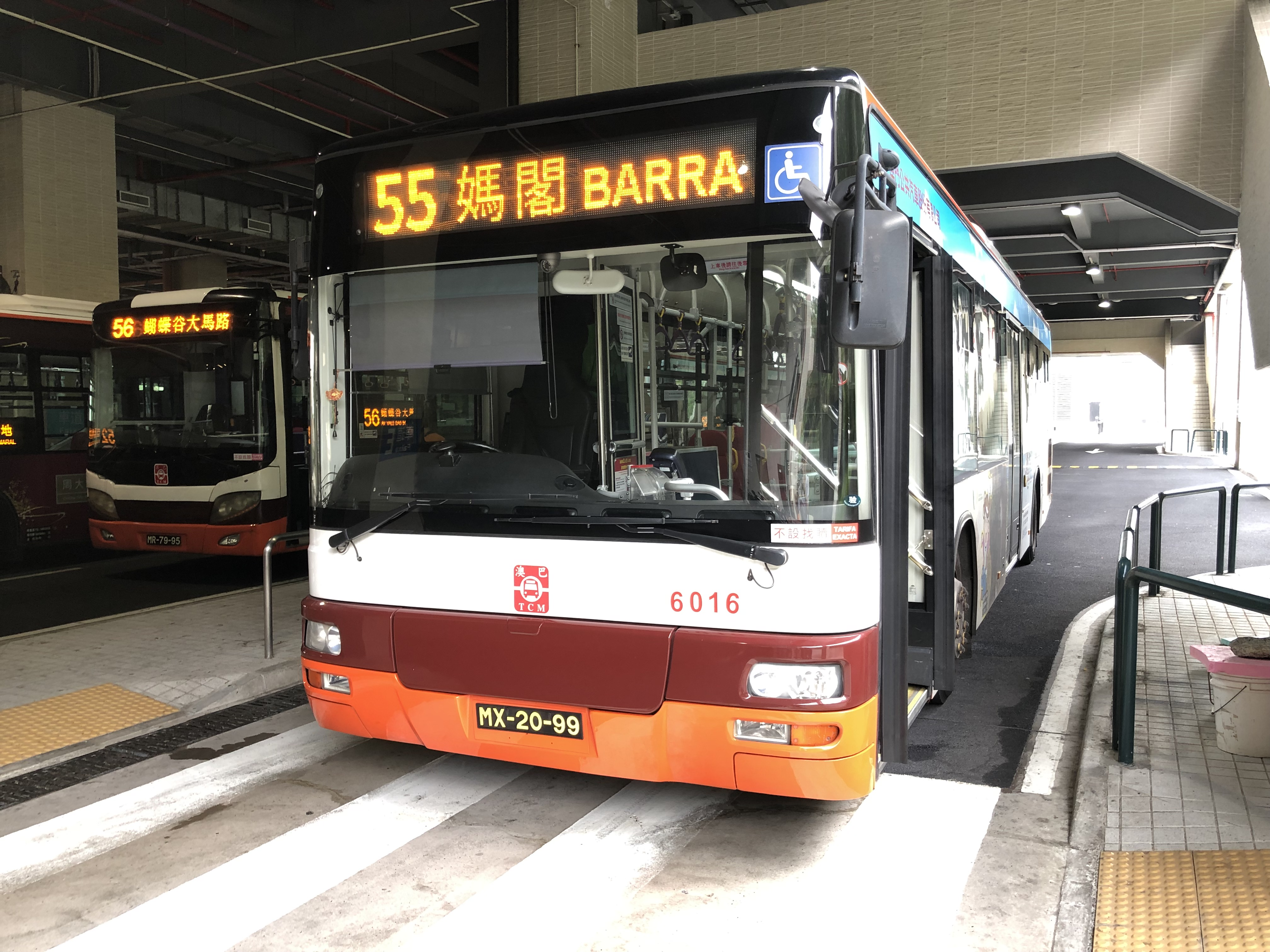
宇通ZK6125HNG
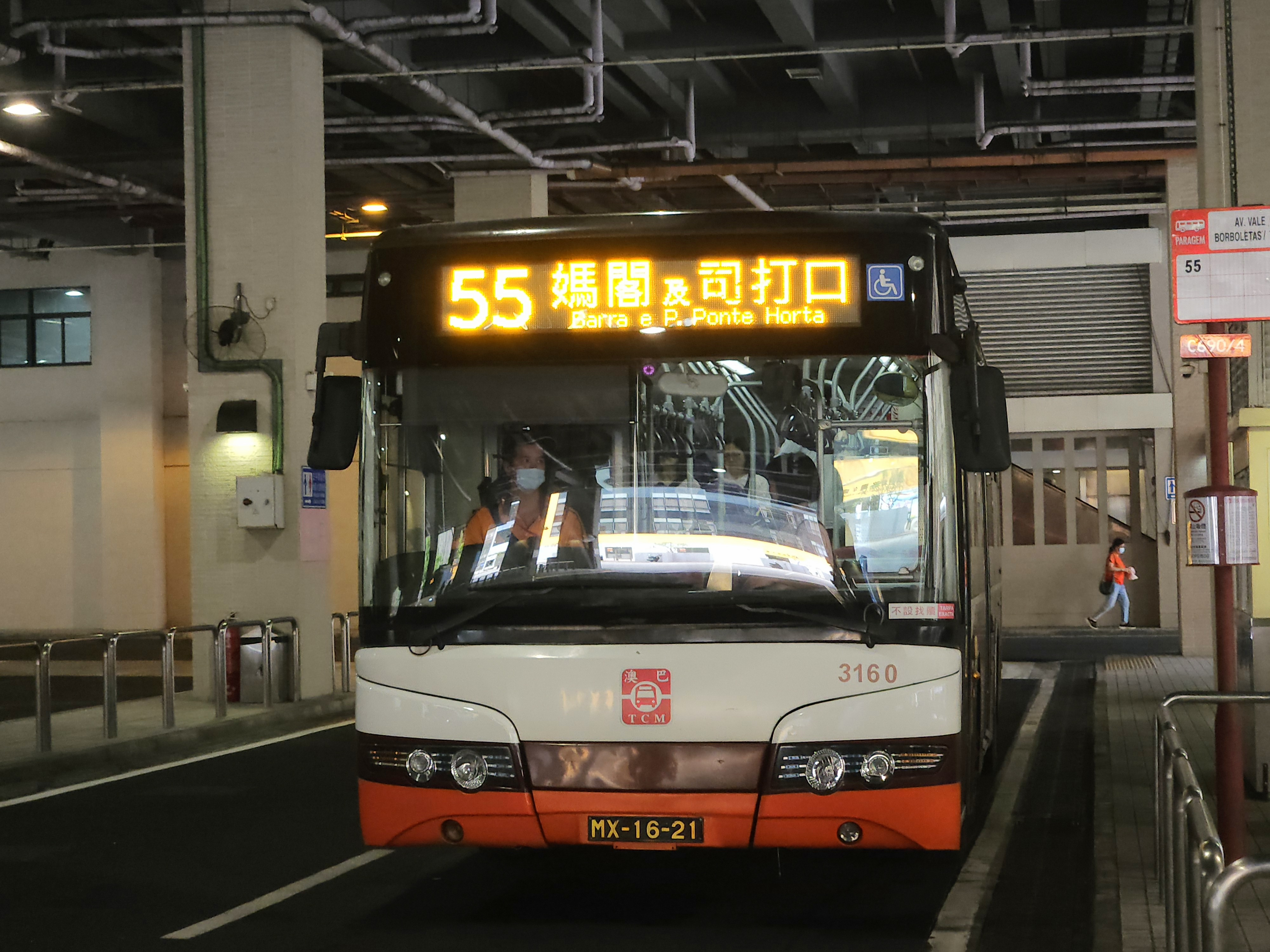
宇通ZK6105HG
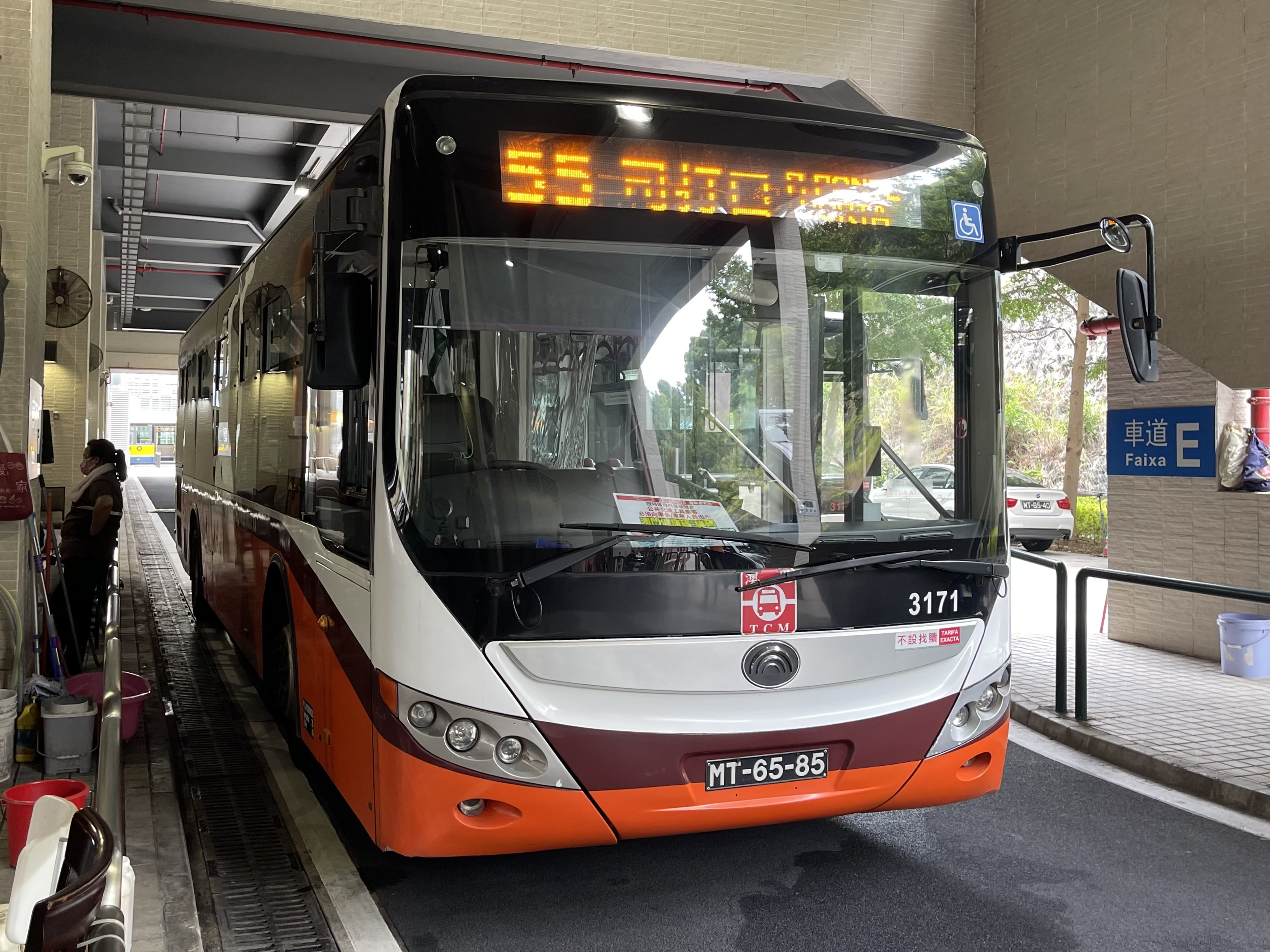
宇通ZK6118HGE
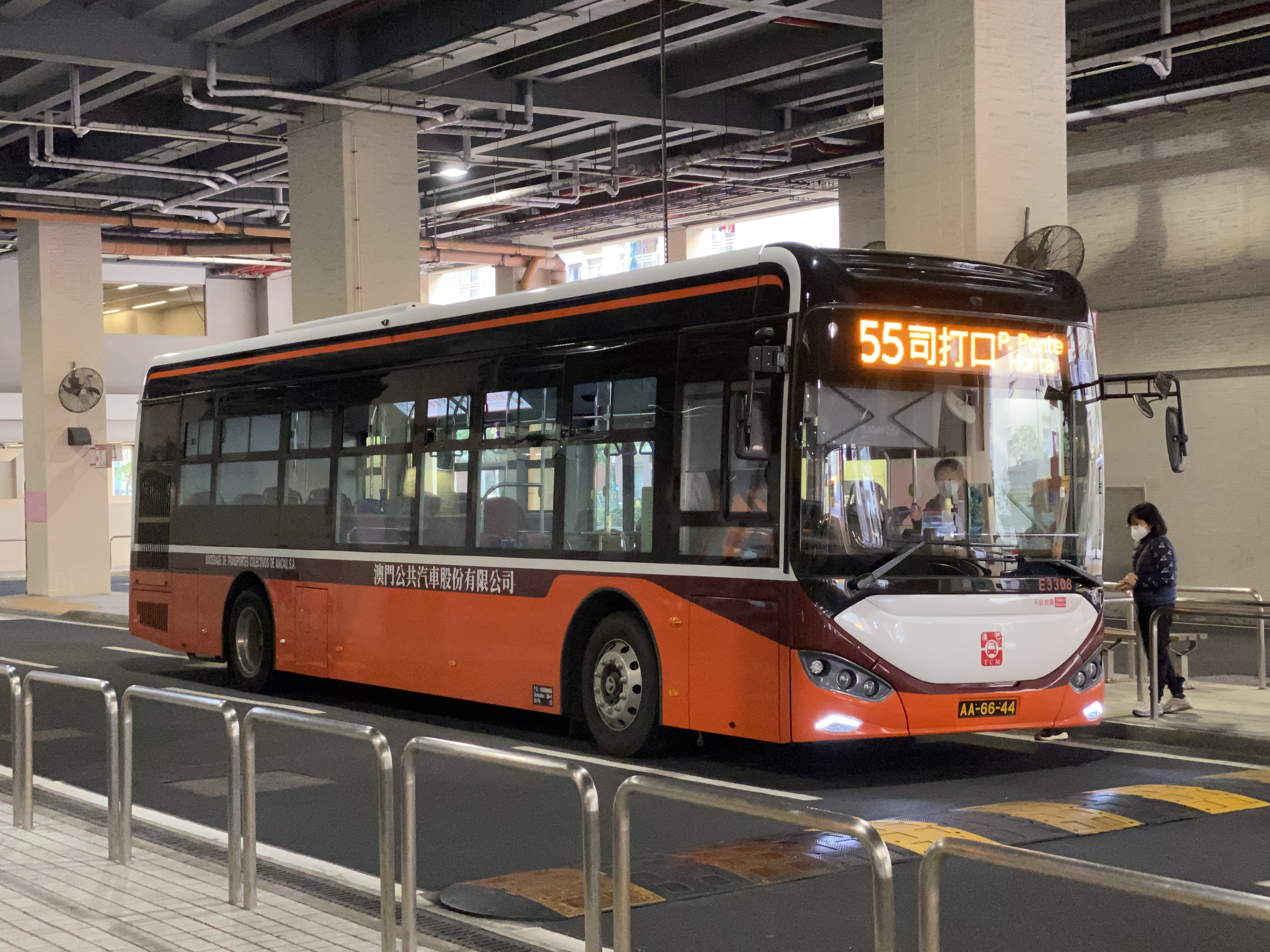
蘇州金龍KLQ6116GHEV
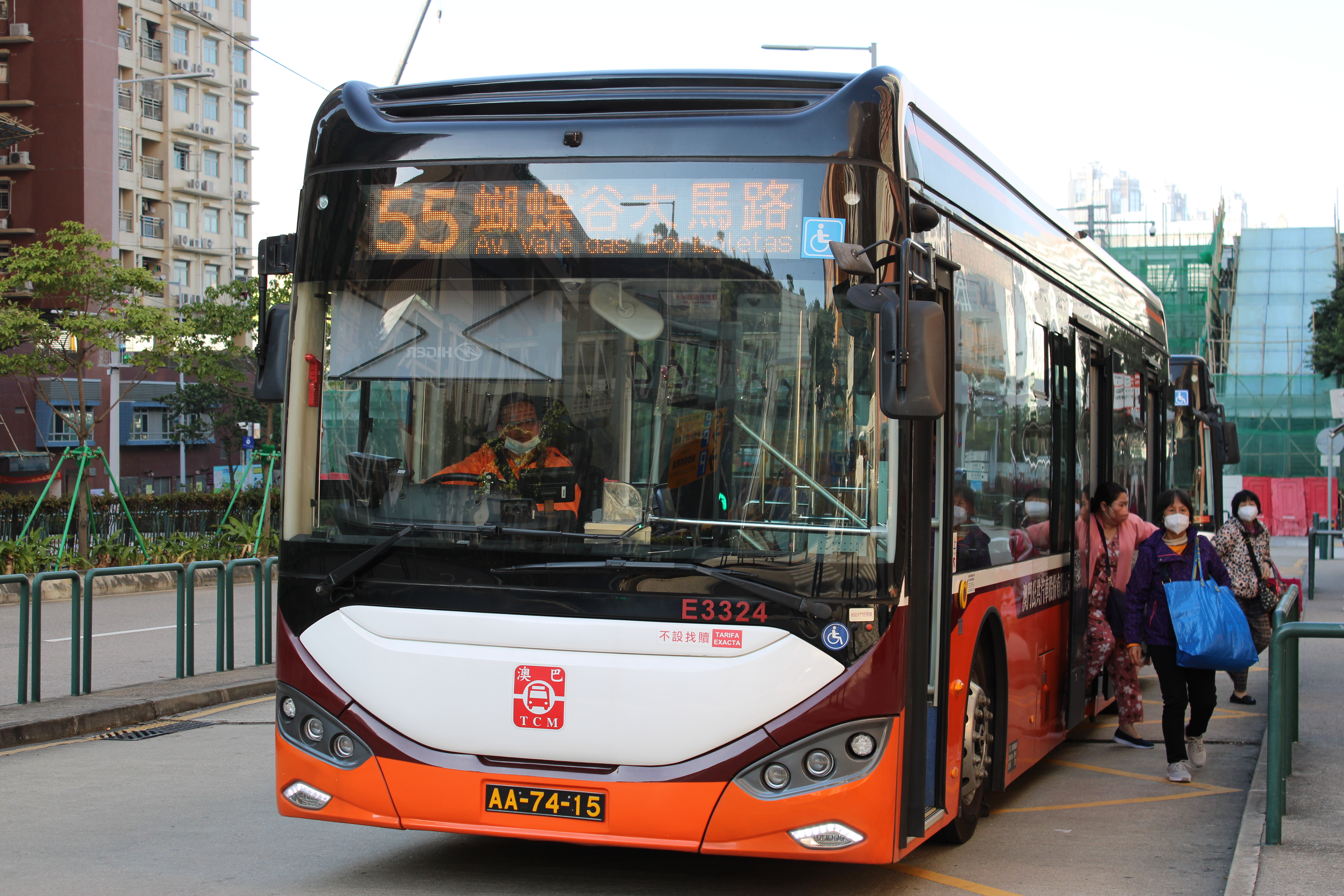
蘇州金龍KLQ6116GHEV
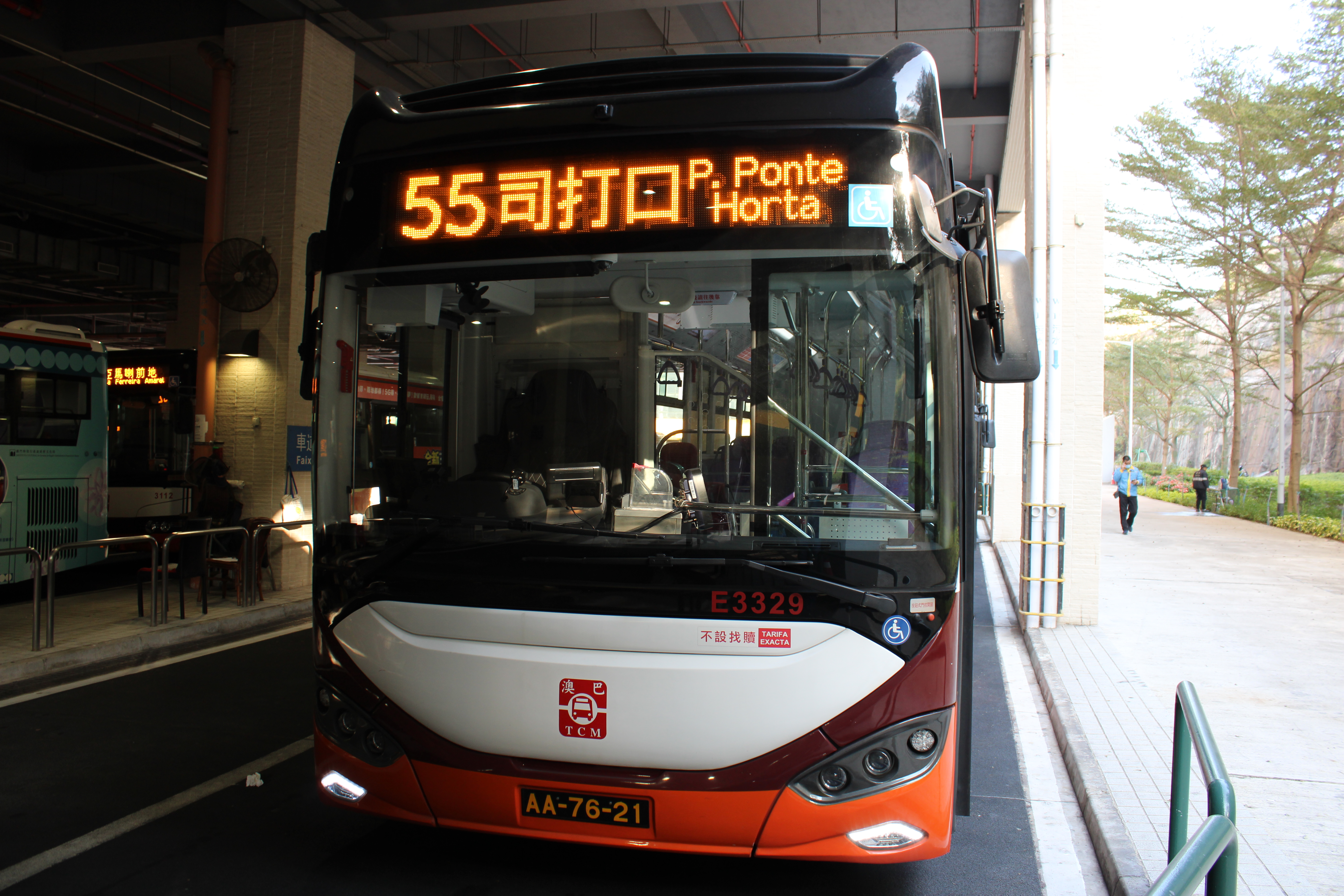
蘇州金龍KLQ6116GHEV
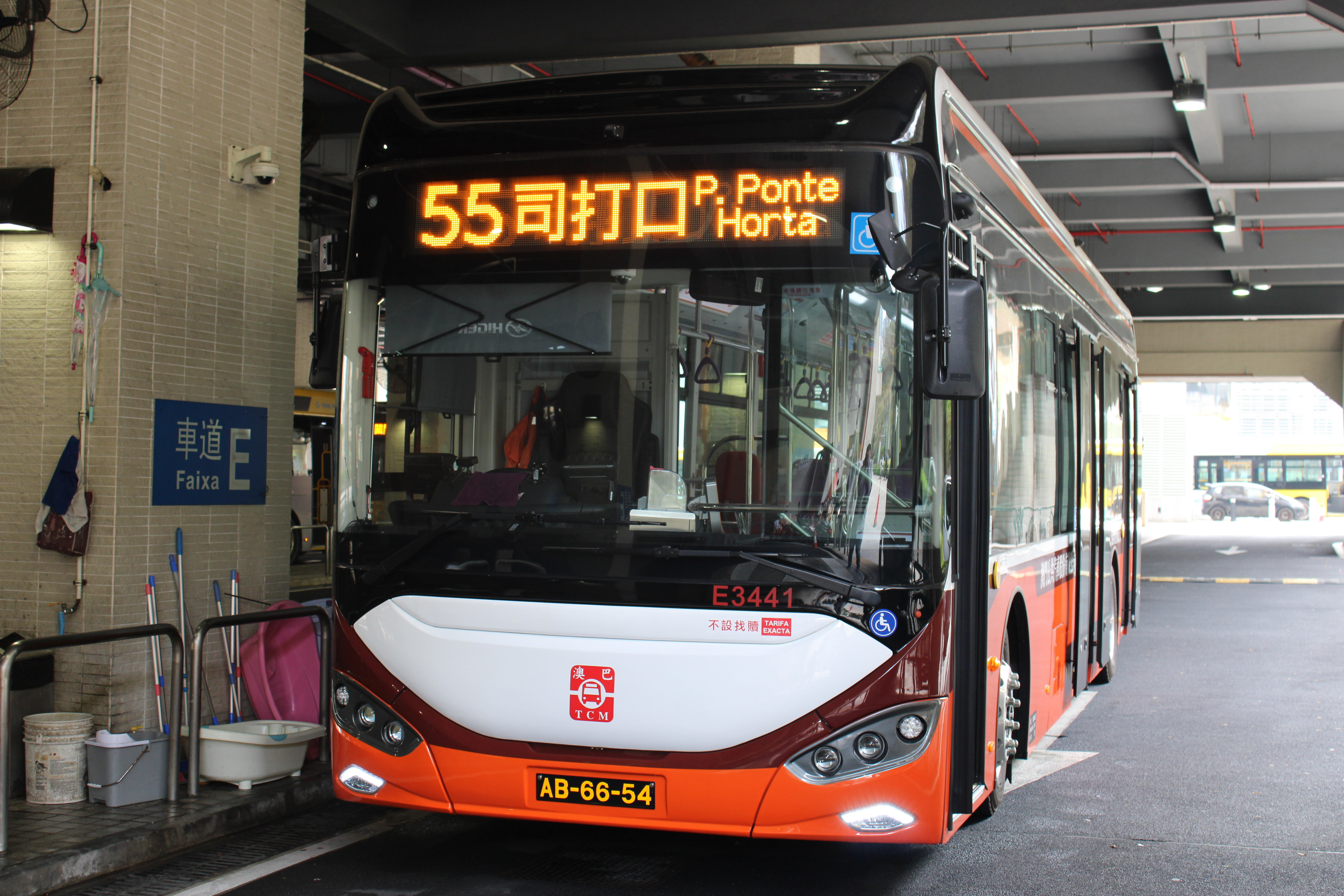
蘇州金龍KLQ6116GHEV
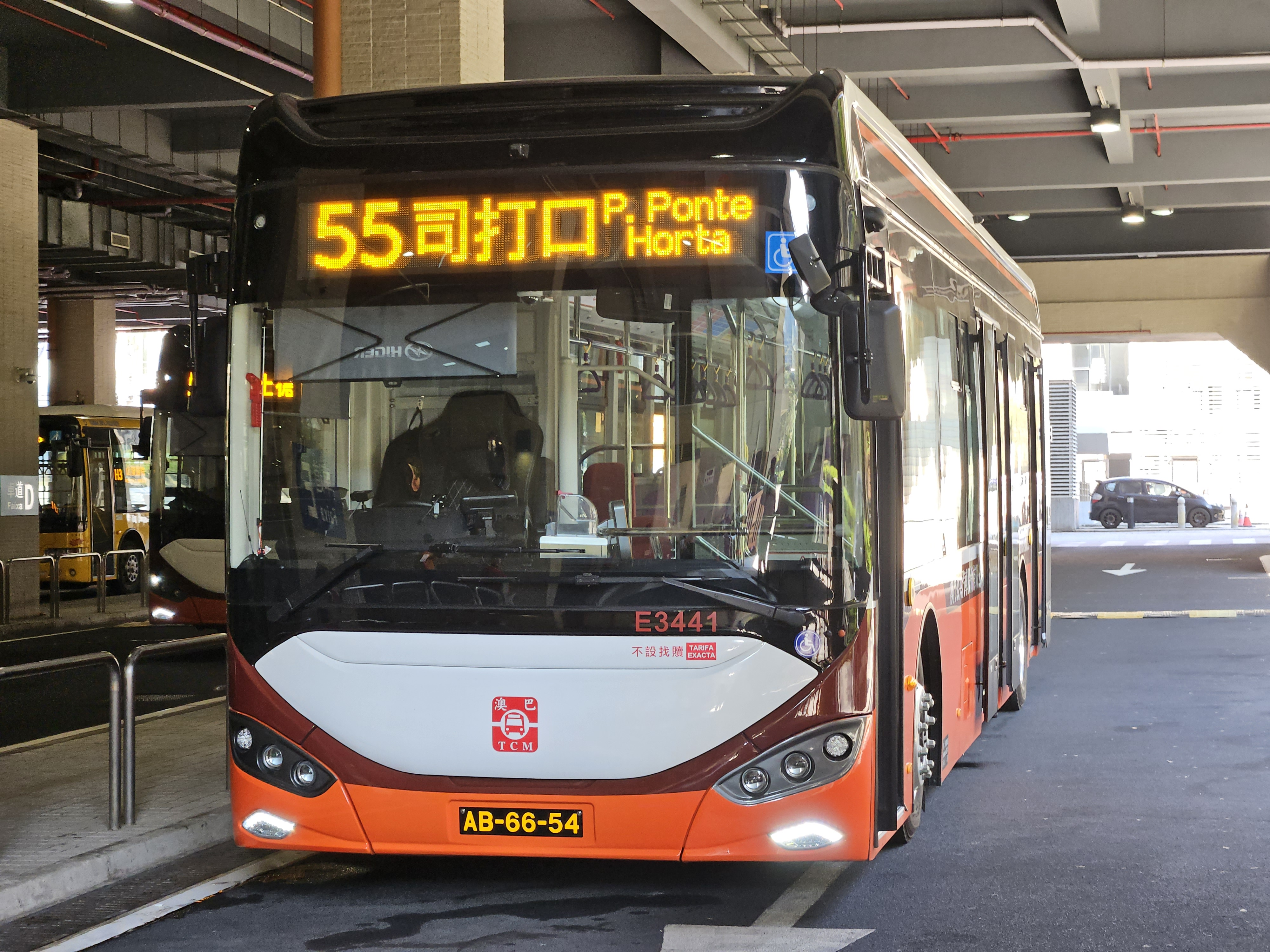
蘇州金龍KLQ6116GHEV
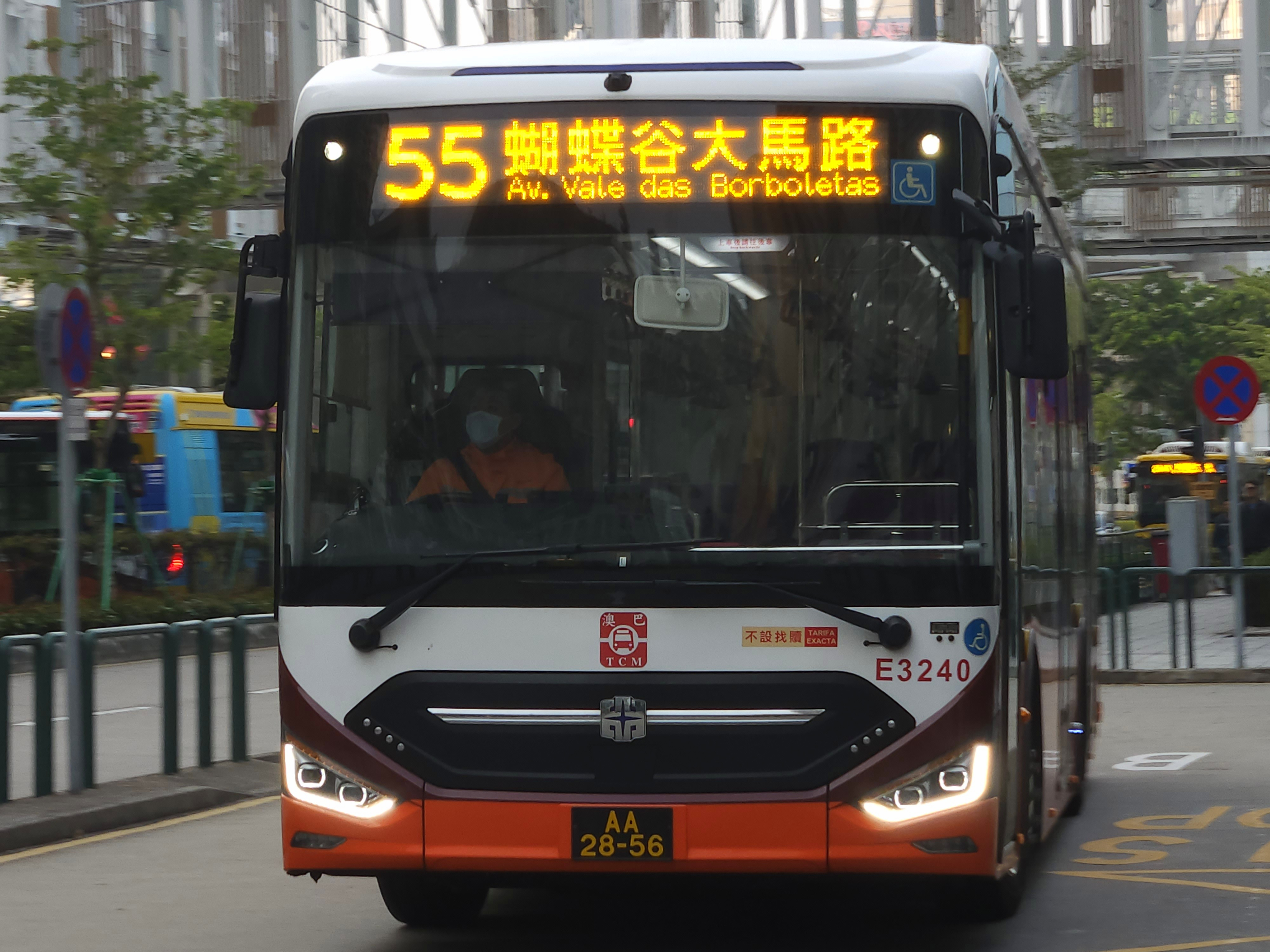
中通LCK6113SHEVG
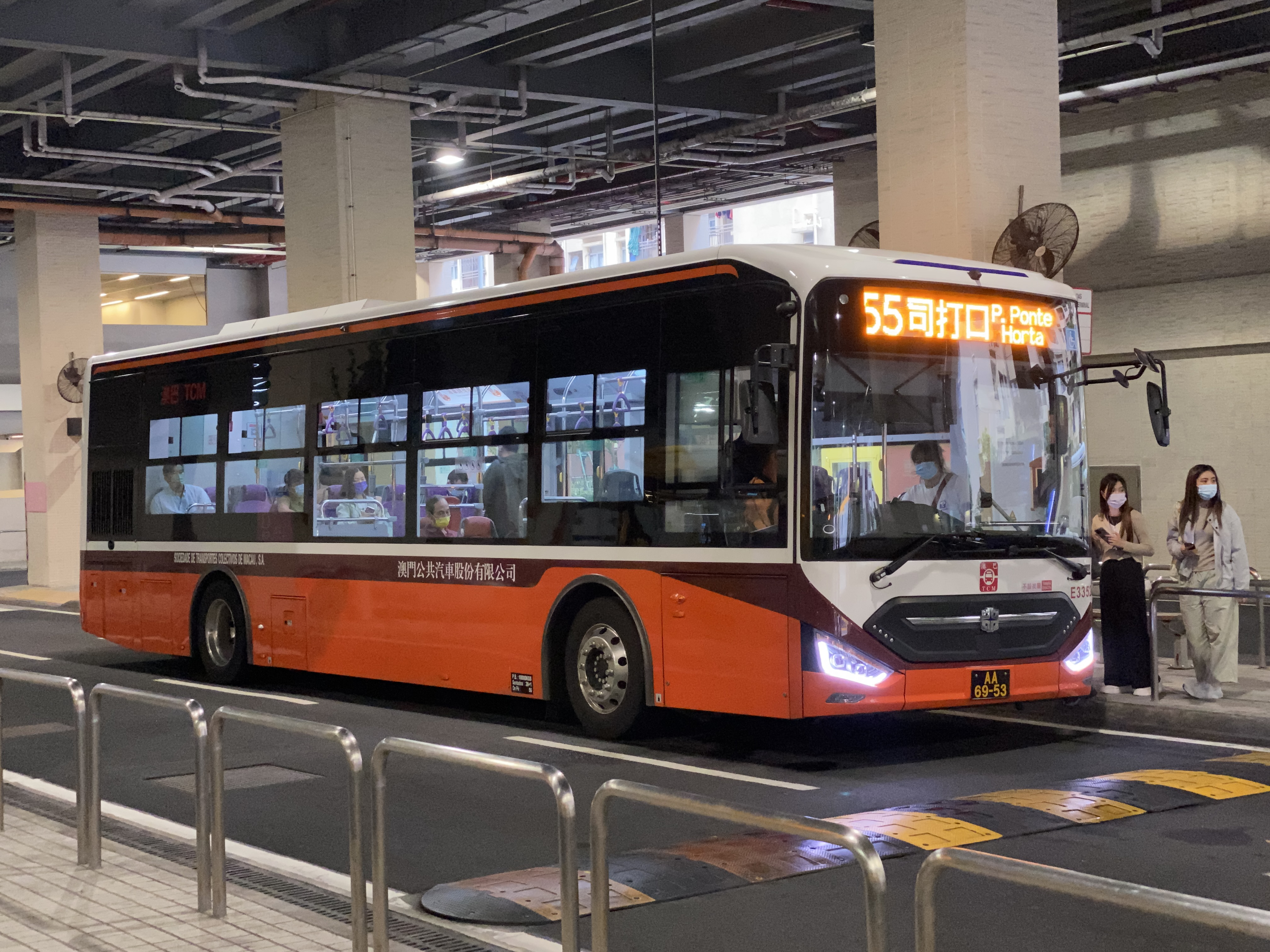
中通LCK6113SHEVG
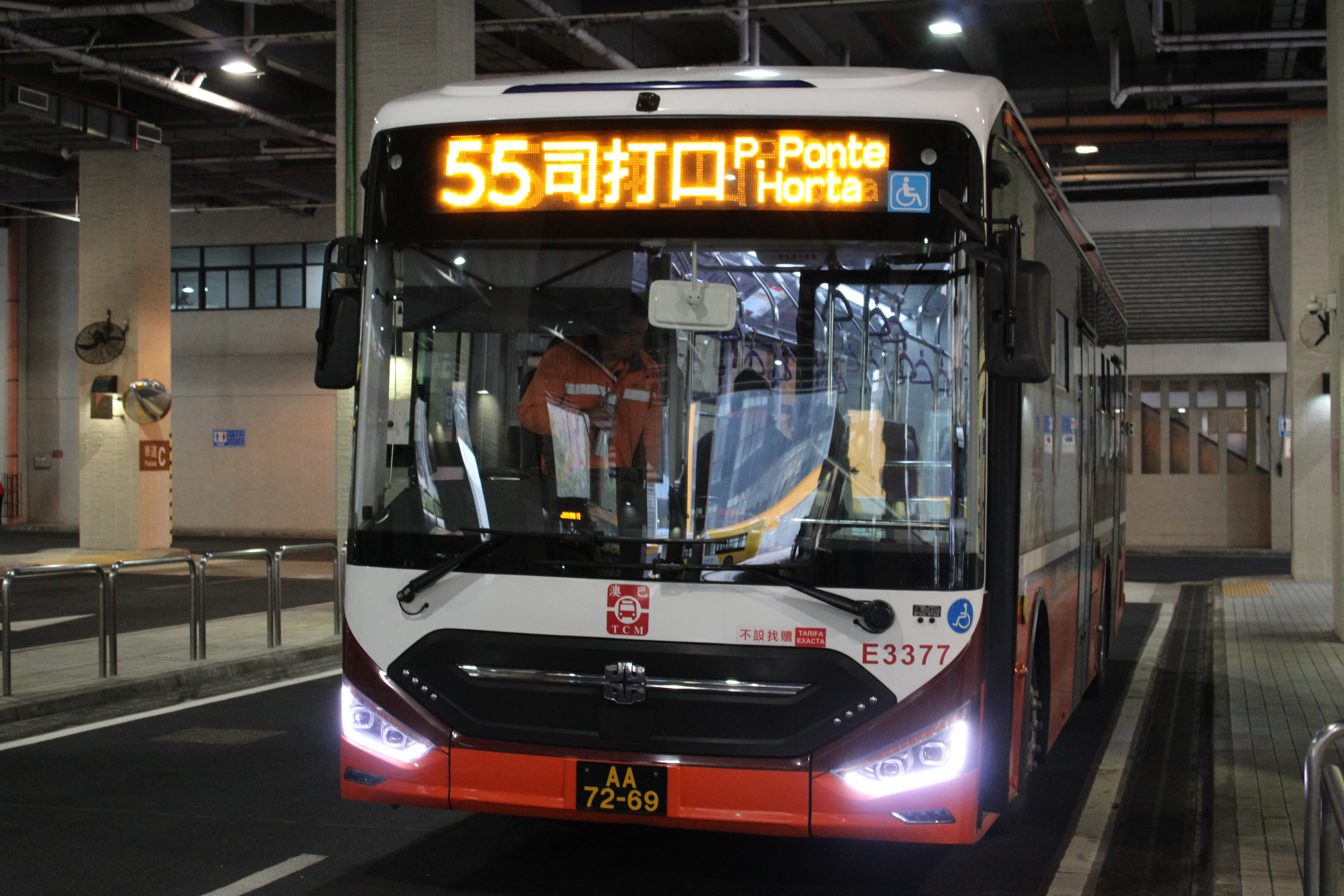
中通LCK6113SHEVG
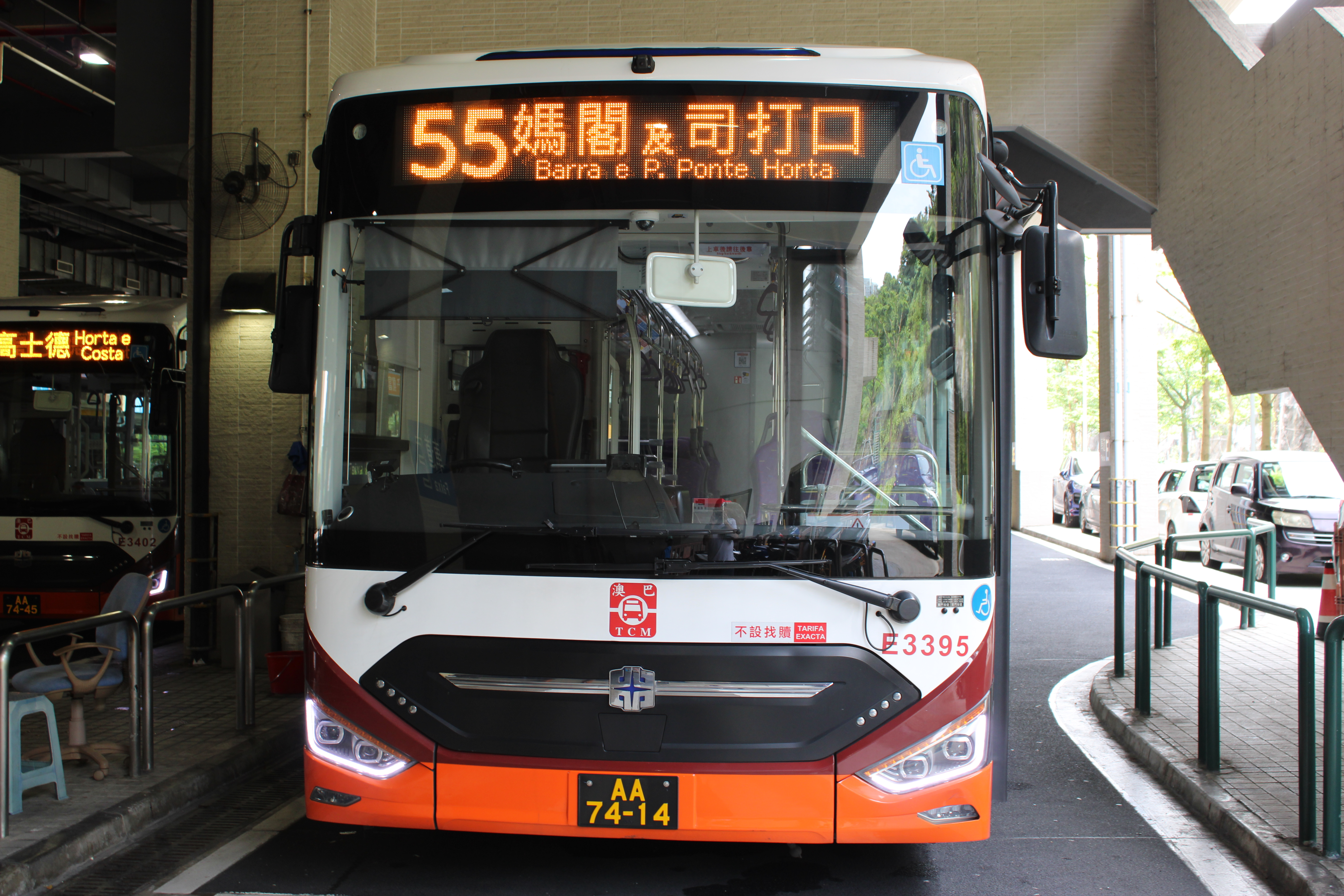
中通LCK6113SHEVG
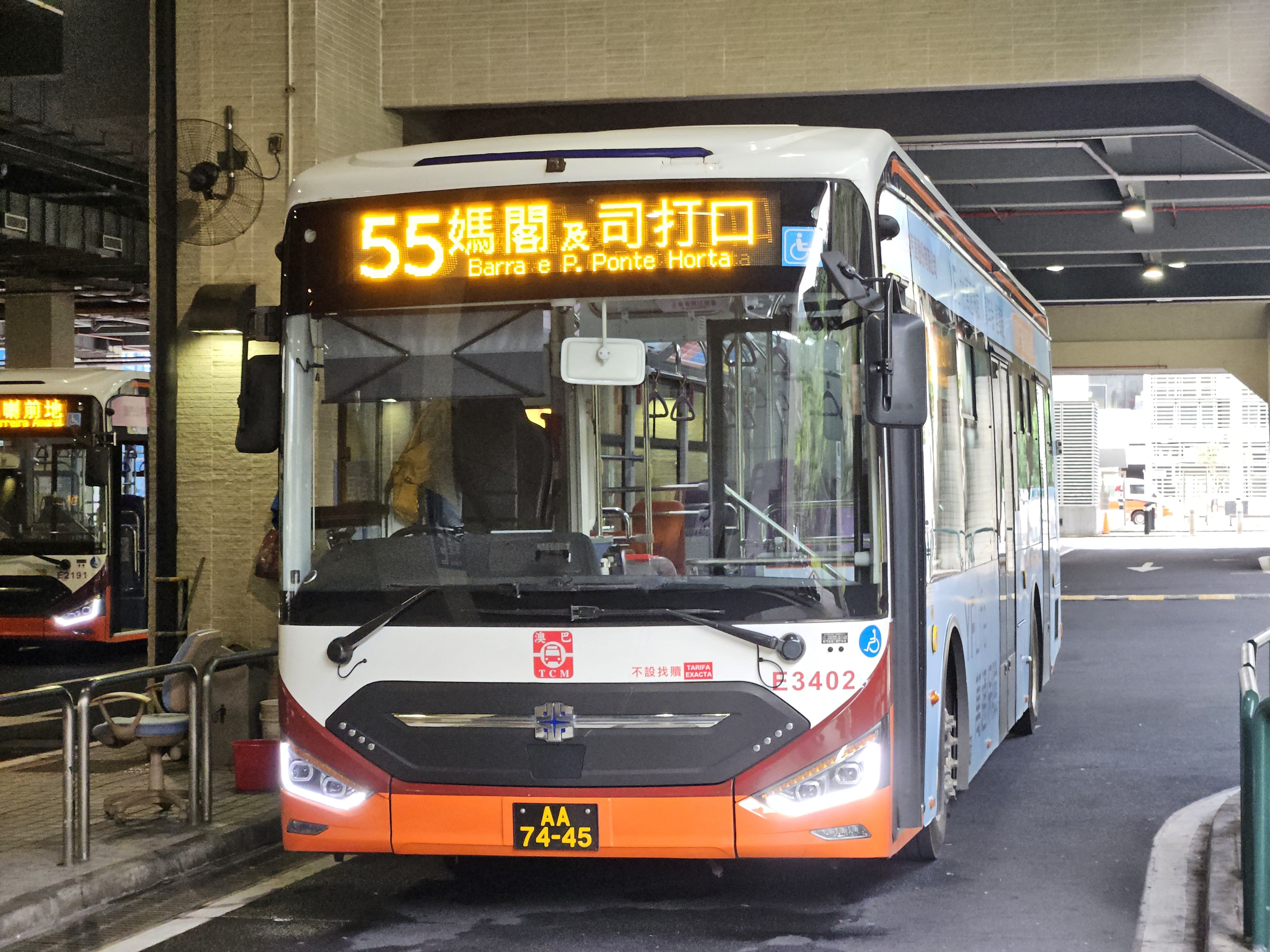
中通LCK6113SHEVG
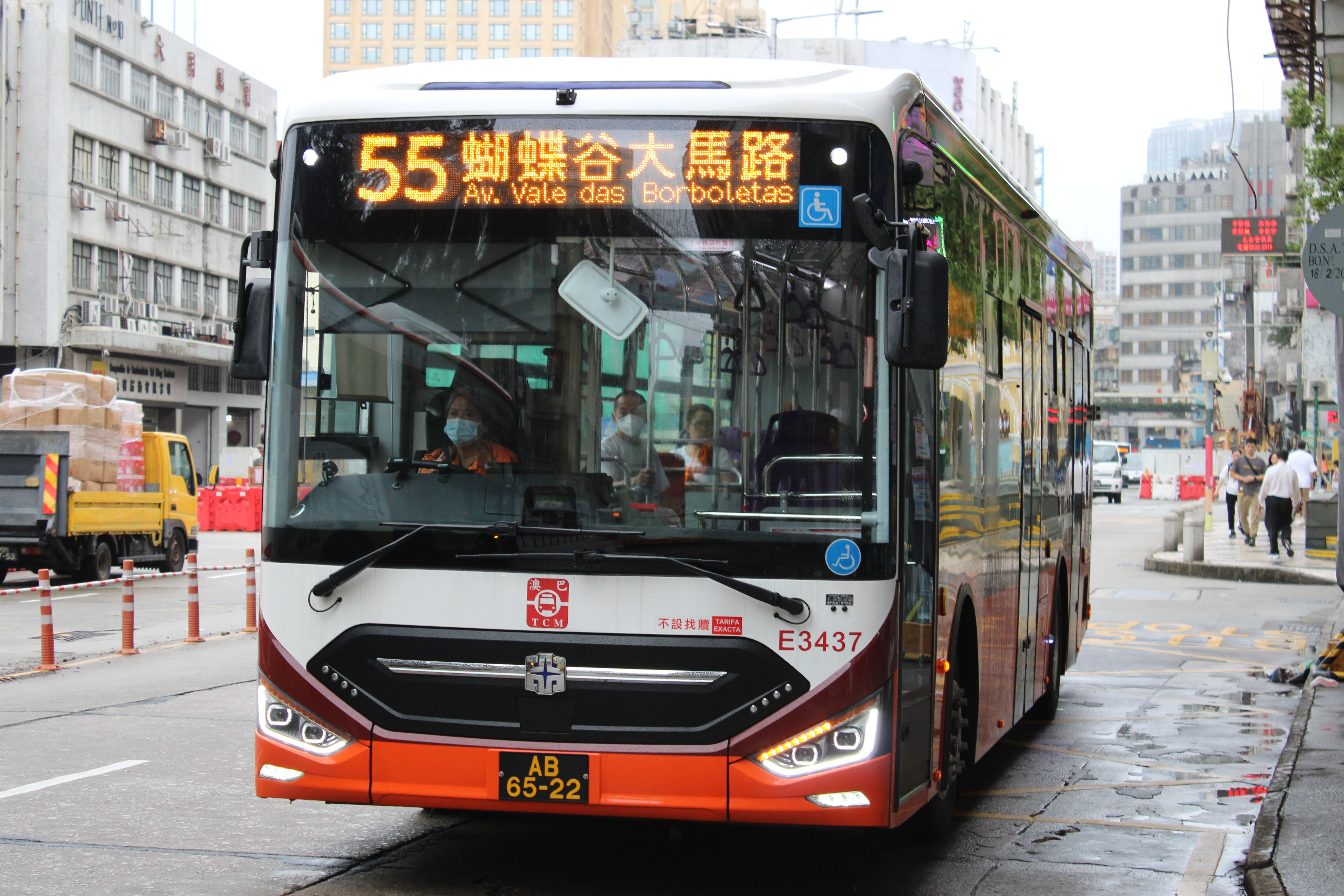
中通LCK6113SHEVG

2022年7月4日起：
- 宇通ZK6128HGE
- 宇通ZK6118HGE

2022年7月23日起：
- 宇通ZK6105HG
- 宇通ZK6115HG1
- 宇通ZK6118HGE

2022年7月26日起：
- 宇通ZK6118HGE
- 宇通ZK6115HG1

2022年8月8日起：
- 宇通ZK6118HGE

2022年8月21日起：
- 宇通ZK6118HGE
- 宇通ZK6115HG1

2022年8月26日起：
- 宇通ZK6118HGE

2023年1月9日起：
- 宇通ZK6105HG
- 蘇州金龍KLQ6116GHEV

2023年1月12日起：
- 宇通ZK6118HGE
- 蘇州金龍KLQ6116GHEV

2023年1月21日起：
- 蘇州金龍KLQ6116GHEV

2023年3月3日起：
- 中通LCK6113SHEVG
- 蘇州金龍KLQ6116GHEV

2024年4月1日起：
- 中通LCK6113SHEVG

## 電牌
| 往路環方向                  | 往路環方向   | 往路環方向 |
| 日期                        | 頭牌         | 圖例       |
| --------------------------- | ------------ | ---------- |
| 2016年8月20日前             | 石排灣       |            |
| 2016年8月20日後             | 蝴蝶谷大馬路 |            |
| 往澳門方向                  |              |            |
| 日期                        | 頭牌         | 圖例       |
| 2015年3月28日前             | 司打口       |            |
| 2021年1月1日至2024年5月     | 司打口       |            |
| 2015年3月28日至2021年1月1日 | 媽閣         |            |
| 2024年5月起                 | 媽閣及司打口 |            |

## 路線資料

### 收費
| 收費類別     | 收費類別                      | 收費類別             | 費用 |
| ------------ | ----------------------------- | -------------------- | ---- |
| 現金         | 現金                          | 現金                 | $6.0 |
| 境外支付工具 | 支付寶（內地及香港）          | 支付寶（內地及香港） | $6.0 |
| 境外支付工具 | 雲閃付 非綁定澳門銀聯卡       |                      | $6.0 |
| 境外支付工具 | 微信支付（內地及香港）        |                      | $6.0 |
| 境外支付工具 | 交通聯合 非澳門發行的全國通卡 |                      | $6.0 |
| 境內支付工具 | 澳門通                        | 全民卡               | $3.0 |
| 境內支付工具 | 澳門通                        | 學生卡               | $1.5 |
| 境內支付工具 | 澳門通                        | 長者卡               | 免費 |
| 境內支付工具 | 澳門通                        | 殘疾卡               | 免費 |
| 境內支付工具 | 聚易用＋                      | 聚易用＋             | $3.0 |

### 服務時間及班距
| 服務時間                      | 服務時間         | 星期一至六  | 星期日 （含公眾假期） |
| ----------------------------- | ---------------- | ----------- | --------------------- |
| 蝴蝶谷大馬路總站              | 蝴蝶谷大馬路總站 | 06:00-00:00 | 06:00-00:00           |
| 班距                          | 尖峰             | 10-15分鐘   | 15-20分鐘             |
| 班距                          | 離峰             | 22-26分鐘   | 22-26分鐘             |
| 懸掛8號風球後15分鐘開出尾班車 |                  |             |                       |

### 路線停站
| 55   | 蝴蝶谷大馬路 ↺ 司打口 | 蝴蝶谷大馬路 ↺ 司打口        | 蝴蝶谷大馬路 ↺ 司打口 |
| 序號 | 循環線                | 循環線                       | 循環線                |
| 序號 | 站號                  | 站名                         | 輕軌站／出入境口岸    |
| 1    | C690/4                | 蝴蝶谷大馬路總站             |                       |
| 2    | C689/2                | 和諧廣場／樂群樓             |                       |
| 3    | C650                  | 石排灣馬路／擎天匯           | 石排灣站              |
| 4    | C683                  | 重型車輛駕考中心             |                       |
| 5    | T427                  | 澳大河隧／西堤馬路           |                       |
| 6    | T425                  | 海濱圓形地／西堤馬路         |                       |
| 7    | T423                  | 蓮花海濱大馬路／百老匯       |                       |
| 8    | T421                  | 皇庭海景酒店                 |                       |
| 9    | M198/1                | 西灣湖景大馬路／媽閣碼頭     | 媽閣站                |
| 10   | M186/2                | 河邊新街／貨倉巷             |                       |
| 11   | M140/1                | 河邊新街／李道巷             |                       |
| 12   | M139/1                | 司打口                       | 內港客運碼頭          |
| 13   | M184                  | 河邊新街／街市               |                       |
| 14   | M188                  | 河邊新街／下環               |                       |
| 15   | M203/2                | 媽閣廟站                     |                       |
| 16   | M277                  | 西灣湖景大馬路／媽閣交通樞紐 | 媽閣站                |
| 17   | T328                  | 東亞運馬路／羅斯福           |                       |
| 18   | T420                  | 蓮花海濱大馬路／銀河-1       |                       |
| 19   | T422                  | 蓮花海濱大馬路／銀河-2       |                       |
| 20   | T424                  | 海濱圓形地／生態保護區       |                       |
| 21   | T426                  | 澳大河隧／高爾夫俱樂部       |                       |
| 22   | C682                  | 和諧圓形地                   |                       |
| 23   | C651                  | 路環小型賽車場               | 石排灣站              |
| 24   | C688/2                | 和諧廣場／業興大廈           |                       |
| 25   | C690/4                | 蝴蝶谷大馬路總站             |                       |

## 圖片集

### 新時代時期
- 宇通ZK6118HGE
- 宇通ZK6118HGE
- 宇通ZK6118HGE
- 宇通ZK6118HGE
- 宇通ZK6118HGE
- 宇通ZK6125HNG

### 澳巴時期
- 宇通ZK6125HNG
- 宇通ZK6125HNG
- 宇通ZK6125HNG
- 宇通ZK6125HNG
- 宇通ZK6125HNG
- 宇通ZK6105HG
- 宇通ZK6118HGE
- 蘇州金龍KLQ6116GHEV
- 蘇州金龍KLQ6116GHEV
- 蘇州金龍KLQ6116GHEV
- 蘇州金龍KLQ6116GHEV
- 蘇州金龍KLQ6116GHEV
- 中通LCK6113SHEVG
- 中通LCK6113SHEVG
- 中通LCK6113SHEVG
- 中通LCK6113SHEVG
- 中通LCK6113SHEVG
- 中通LCK6113SHEVG

## 外部連結
- 澳門公共汽車股份有限公司（官方網站） （页面存档备份，存于）